# Edifici al carrer del Forn, 17 (Caldes de Montbui)
L'Edifici al carrer del Forn, 17 és una casa de Caldes de Montbui (Vallès Oriental) protegida com a bé cultural d'interès local.

## Descripció
Edifici entre mitgeres fent cantonada de planta baixa i dos pisos. L'estructura és de parets de càrrega i pilars de formigó. L'edifici presenta tres panys de façana degut a la seva situació en un xamfrà. En el pany del mig hi ha una gran arcada rebaixada de pedra i a la clau hi ha un petit relleu amb dos personatges que aguanten un petit escut. La resta d'obertures s'ordenen de forma regular; les del primer i segon pis donen a petits balcons i són d'arc rebaixat o allindades. La façana està arrebossada i pintada i queda rematada per un ràfec a mode de cornisa.

## Història
Aquest edifici es va construir al voltant del 1990 però es van incorporar elements de les cases anteriors. El solar que ocupa la casa antigament hi havia tres cases petites: la casa del gel de Cal Carmelito, la casa de queviures denominada Casa Tiot i la coneguda com a casa de Maria del Centro.